# کورچیانه
کورچیانه (به لهستانی:  Koryciany) یک روستا در لهستان است که در گمینا پاپروتنگا واقع شده‌است.